# Никомед (пьеса)
«Никомед» (фр. Nicomède) — трагедия в стихах французского драматурга Пьера Корнеля, впервые поставленная на сцене в 1651 году. Её относят ко «второй манере».
Действие пьесы происходит в начале II века до н. э. в Вифинии. Её главный герой — Никомед, сын царя Прусия II. В изображении Корнеля это идеальная личность, готовая подчинять долгу свои личные интересы. Царь видит в сыне опасность для своей власти и поэтому приказывает его арестовать, но жители Никомедии восстают, и Никомед выходит на свободу.
«Никомед» — единственная пьеса Корнеля, в которой показано народное восстание. Исследователи полагают, что здесь сказалось влияние Фронды.
Издание пьесы, вышедшее в 1660 году, Корнель снабдил предисловием, в котором написал, что «Никомед» для него «самая близкая» трагедия. Главного героя он назвал «герой на мой лад».